# Robinsichthys arrowsmithensis
Robinsichthys arrowsmithensis es una especie de peces de la familia de los Gobiidae en el orden de los Perciformes.

## Hábitat
Es un pez de Mar  y de aguas profundas que vive entre 92-586 m de profundidad.

## Distribución geográfica
Se encuentra en el Mar Caribe. 

## Observaciones
Es inofensivo para los humanos. 